# Laser (klasa jachtu)

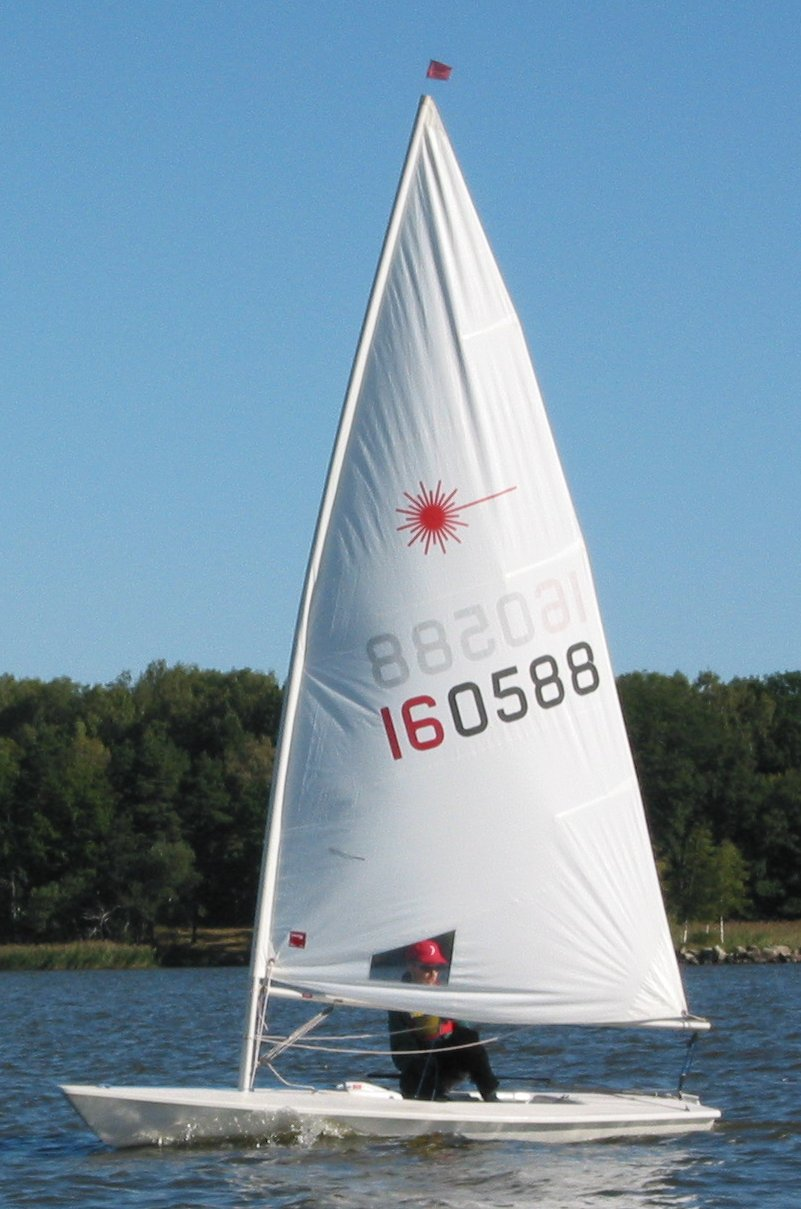
Laser Standard

Widok z boku

Laser – nazwa licznej serii typów żaglówek, będących ścisłymi (stoczniowymi) monotypami.
Wersje spotykane w Polsce:
- Laser Standard – zaprojektowana w roku 1976 przez Bruce'a Kirby jako prosta łódka do żeglugi rekreacyjnej. Klasa olimpijska od Igrzysk Olimpijskich w Atlancie w roku 1996. Bardzo popularna na całym świecie (zbudowano ponad 195 000 egzemplarzy kadłubów mogących pływać jako Standard, Radial i 4,7; roczna produkcja to około 4 tysiące egzemplarzy). Powierzchnia żagla to 7,06 m².
- Laser Radial – klasa międzynarodowa (od listopada 2004 roku posiada status klasy olimpijskiej kobiet, konkurencja po raz pierwszy rozgrywana na Igrzyskach w Pekinie w 2008), o tym samym kadłubie co Laser Standard, lecz o niższym maszcie i żaglu o kroju radialnym, o mniejszej powierzchni (około 5,7 m²).
- Laser 4,7 – klasa międzynarodowa, przeznaczona dla dzieci od lat 12, o tym samym kadłubie co Laser Standard, lecz o niższym maszcie i żaglu o najmniejszej z serii powierzchni (4,7 m²), co umożliwia żeglowanie regatowe młodszym i lżejszym zawodnikom.
- Laser Stratos – odkrytopokładowa łódka rekreacyjna dla paru osób.
- Laser Pico – prosta łódka dla początkujących (1-2 osoby).
- Laser SB3 – trzyosobowa łódka regatowa typu high performance, z podnoszonym na czas transportu kilem, z dużą powierzchnią żagli (grot, fok, genaker).
- Dart 16 – katamaran treningowy (1 trapez) z serii Dart należącej do firmy LaserPerformance.

Wersje niespotykane w Polsce:
- Laser II – odmiana sportowa (klasa międzynarodowa) dla dwóch osób, z trapezem i spinakerem. Konstruktor: Frank Bethwaite, rok konstrukcji: 1980.
- Laser EPS – odmiana jednoosobowa, z wysięgnikami do balastowania.
- Laser 2000 – łódka paroosobowa, ożaglowana jako slup z genakerem.
- Laser 3000 – dwuosobowy skiff, z dużą powierzchnią żagli (grot, fok, genaker) i jednym trapezem.
- Laser 4000 – dwuosobowy skiff, z dużą powierzchnią żagli (grot, fok, genaker) i jednym trapezem.
- Laser 5000 – dwuosobowy skiff, z dużą powierzchnią żagli (grot, fok, genaker) i dwoma trapezami.
- Laser Vortex – jednoosobowa łódka regatowa z trapezem i kadłubem ukształtowanym podobnie do katamaranu.